# Tlenek etylenu
Tlenek etylenu, oksiran – organiczny związek chemiczny z grupy cyklicznych eterów, najprostszy możliwy epoksyd.
W warunkach standardowych jest gazem o zapachu eterowym. W warunkach normalnych jest bezbarwną cieczą. Pod ciśnieniem atmosferycznym wrze w temperaturze 10,7 °C. Będąc związkiem polarnym, dobrze rozpuszcza się w wodzie. Wykazuje działanie narkotyczne.

## Otrzymywanie
Po raz pierwszy otrzymany został w 1859 przez francuskiego chemika Wurtza poprzez eliminację wodorotlenkiem potasu chlorowodoru z etylenochlorohydryny:
Cl–CH2CH2–OH + KOH → (CH2CH2)O + KCl + H2O
Inną metodą otrzymywania jest katalityczne utlenianie etylenu w temperaturze 220–280 °C, zgodnie z reakcją:
2 H2C=CH2 + O2 → 2 C2H4O

## Zastosowanie
Stosowany jest do gazowej sterylizacji sprzętu medycznego (zwłaszcza jednorazowego użytku), przypraw spożywczych (nie zmienia smaku, wyglądu i wilgotności produktu), środków farmaceutycznych, a także jako środek bakterio- i grzybobójczy przy konserwacji książek i podobnych przedmiotów.
Używa się go do produkcji glikolu etylenowego, trójetanoloaminy, jako podstawowy monomer do syntezy poli(tlenku etylenu), a także jego kopolimerów. Polimery na bazie poli(tlenku etylenu) są stosowane jako emulgatory, plastyfikatory, dodatki do środków piorących.

## Zagrożenia
Główne drogi potencjalnego narażenia na działanie tlenku etylenu obejmują wdychanie i połykanie. Może powodować spontaniczne poronienia, uszkodzenia genetyczne, uszkodzenia nerwów, paraliż obwodowy, osłabienie mięśni, a także zaburzenia myślenia i pamięci. Ostre skutki i wczesne objawy narażenia na tlenek etylenu obejmują: ból oczu, ból gardła, trudności w oddychaniu, nieostre widzenie, zawroty głowy, nudności, bóle głowy, drgawki, pęcherze na skórze, wymioty, kaszel, większą częstotliwość poronień u kobiet, zwyrodnienie jąder i zmniejszenie liczebności plemników w nasieniu. Długotrwałe narażenie może powodować białaczkę, nowotwory tkanek limfatycznych lub piersi. Okres utajenia – czas pomiędzy narażeniem na działanie a wystąpieniem związanych z tym nowotworów – wynosi od 9 do 20 lat.